# 유령 (2012년 미국 영화)
《유령》(영어: The Apparition)은 미국과 독일에서 제작된 토드 링컨 감독의 2012년 초자연 공포 영화이다. 애슐리 그린, 세바스티안 스탄, 톰 펠턴 등이 출연하였고, 앨릭스 하이너먼 등이 제작에 참여하였다. 알려진 다른 제목은 디 애퍼리션이다.

## 줄거리
1973년 여섯 명이 찰스 리머라는 죽은 남자의 그림을 들여다보며 그의 영혼을 소환하는 초심리학 실험을 거행한다.
몇 년 뒤, 네 대학생 패트릭, 리디아, 벤, 그레그는 영적 존재와 영혼을 증명하기 위해 첨단 장비를 활용하여 참가자들의 뇌파를 전류를 통해 수천 명 분량으로 극단적으로 증폭시켜 영혼의 존재를 포착해 의사소통을 하는, 일종의 현대판 거울방(psychomanteum 혹은 apparition chamber)을 구현한 뒤 본격적으로 찰스 실험(The Charles Experiment)을 재개한다.
그러나 패트릭, 리디아, 그레그 셋이 함께 있을 때 리디아가 3차원 인쇄로 뽑아낸 찰스의 상이 세로 방향으로 쪼개지면서 전기가 나가고, 어떤 힘이 이들을 공격하더니 리디아를 벽 속으로 삼켜버린다.
얼마 후 아무 것도 모르는 여자친구 켈리와 동거 중이던 벤은 부엌 조리대에서 기이하게 타오른 자국을 발견한다. 이들은 굳게 잠갔던 문이 열려있자 자물쇠를 바꾸고 방범 카메라를 설치한다. 이후 가구가 저절로 옮겨져 있는가 하면 세탁실 리놀륨 타일 밑 바닥이 온통 곰팡이 투성이가 된다. 패트릭은 존재를 억제시키려는 노력이 실패했으며 위험하다는 경고 메일을 보낸다.
집의 소음에 겁을 먹은 벤과 켈리는 마당 텐트에서 잠을 청하는데, 방범 카메라가 먼저 잠들었던 켈리를 들여다본 흔적을 발견한다. 부엌 천장에 벌집 같은 형상이 생겨 깨부수자 그 안에서 예의 찰스 상이 떨어진다. 실험 기록 영상을 발견하고 모든 진실을 알게 된 켈리는 유령을 목격한다. 벤과 켈리는 함께 호텔로 피신하지만, 거기에서도 켈리는 시트에 몸이 흡착돼 숨을 쉬지 못하는 이상 현상을 경험한다.
패트릭은 실험을 통해 사악한 존재가 이 세계로 넘어왔고, 자신은 음전류가 흐르는 방에 피신해 있었다고 설명한다. 이들은 이 존재를 가두기 위해 벤의 집에서 새로운 실험을 시작한다. 기존 실험에서 행했던 증폭 및 전송 과정을 이번엔 10만 배 강도로 올리고 절차를 거꾸로 밟아 원래대로 되돌리자는 것. 실험이 가동되자 방에서 물건이 움직이는 걸 본 켈리는 문에 못을 박는데, 정신을 차려보니 자신이 그 안에 갇혀있어 도움을 청한 뒤 이전 실험의 뇌전도 배출 내역을 기록한 내용을 거꾸로 끝까지 돌린다.
재생이 끝나자 한동안 집이 흔들리고 부서지다가 멈춘다. 하지만 실제로 효과가 있었는지는 확인할 수 없는 상황. 반신반의하면서도 짐을 정리하고 집을 떠나기로 하고, 쓰레기를 버리러 켈리와 벤이 잠깐 밖으로 나간 사이 홀로 있던 패트릭은 방의 어둠 속으로 끌려가 사라진다. 패트릭이 말했던 안전한 방으로 대피하자는 켈리의 제안에 벤과 켈리는 패트릭의 집으로 향한다.
패트릭의 집에선 패트릭이 목소리로 남긴 일지가 저절로 재생되고 있는 중이며, 이를 통해 1973년 실행된 첫 실험 참가자들의 현주소가 드러난다. 둘은 죽었고, 하나는 자살했고, 셋은 사라졌다는 것. 대피소로 들어온 뒤 벤이 한순간 홀연히 사라지더니 옷장에서 뒤틀린 자세로 발견된다.
켈리는 결국 저항을 포기하고 텅 빈 코스트코의 캠핑 코너로 가 텐트 안에서 존재가 자신을 끝내주길 기다린다. 뒤에서 손이 여럿 나타나 켈리의 몸을 붙들기 시작한다.

## 출연
- 애슐리 그린 - 켈리 역
- 세바스티안 스탄 - 벤 역
- 톰 펠턴 - 패트릭 역
- 줄리애나 길 - 리디아 역
- 릭 고메즈 - 마이크 역
- 루크 파스퀄리노 - 그레그 역
- 애나 클라크 - 매기 역
- 마티 마툴리스 - 유령 역
- 수잰 포드 - 헨리 부인 역

## 기타 제작진
- 공동 제작: 크리스토프 피셔, 찰리 뵙켄
- 배역: 데이비드 래퍼포트
- 미술: 스티브 서머즈길
- 세트: 다닐레 드로브니
- 의상: 킴벌리 애덤스갤리건
- 제작 관리: 노엘 그린, 서배스천 나이치
- 조감독: 데이비드 앨런 클럭, 맷 헨더슨

## 같이 보기
- 콰이어트 원 (2014년 영화): 같은 실화를 바탕으로 만들어진 공포 영화.